# Яранск (аэропорт)
Яра́нск (ИАТА: ЯРА) — недействующий ныне аэропорт местных воздушных линий вблизи города Яранск, Кировская область.
Расположен на юго-западной окраине города. Аэродром 4 класса, способен принимать самолёты Ан-2 и все более лёгкие, а также вертолёты. Ныне не используется. Закрыт в 1992 году.